# Freddy Ghilardi
Freddy Alberto Ghilardi Álvarez (Chimbote, 1 de marzo de 1955) es un administrador de empresas y político peruano. Miembro del Partido Aprista Peruano, fue el primer presidente del Gobierno Regional de Áncash, desde el 1 de enero del 2003 hasta su vacancia del cargo en noviembre del mismo año. Fue también congresista de la república durante el periodo 1995-2000 y diputado por Áncash desde 1985 hasta 1992.

## Biografía
Nació en la ciudad de Chimbote, el 1 de marzo de 1955.
Cursó sus estudios primarios en la escuela Corazón de Jesús de su ciudad natal y los secundarios en el colegio Antonio Raymondi de la misma localidad.
Estudió la carrera de Administración de Empresas en la Universidad del Pacífico y se especializó en planificación, organización y control administrativo en la Universidad de Lima.

## Carrera política
Freddy Ghilardi fue militante del Partido Aprista Peruano liderado por el histórico Víctor Raúl Haya de la Torre. Entre entre 1988 y 1990, ocupó varios cargos de ámbito nacional.

### Diputado por Áncash
Su carrera política se inició en las elecciones generales del año 1985, donde postuló como candidato a la Cámara de Diputado en representación del Departamento de Áncash en las elecciones parlamentarias. Ghilardi fue elegido con 14,842 votos para el periodo parlamentario 1985-1990.
Fue reelegido en el cargo en las elecciones parlamentarias de 1990 por el Partido Aprista Peruano con 8,479 votos, sin embargo, su cargo luego fue disuelto el 5 de abril de 1992 tras el autogolpe de estado decretado por el expresidente Alberto Fujimori. Ghilardi junto a varios diputados formaron parte de la oposición al gobierno de Fujimori.

### Congresista de la República
En las elecciones parlamentarias de 1995, Ghilardi volvió a la política como candidato al Congreso de la República por el Partido Aprista Peruano. Resultó elegido con 10,807 votos para el periodo 1995-2000.
Dentro del Congreso formó parte de diversas comisiones y participó junto a los congresistas de oposición en mociones contra el cuestionado gobierno de Alberto Fujimori. Participó en la lista de la oposición a la Mesa Directiva del Congreso encabezada por Alfonso Grados Bertorini de Unión por el Perú, quien finalmente perdió contra el oficialista Carlos Torres y Torres Lara.

### Presidente Regional de Áncash
Ante la convocatoria de las elecciones regionales y municipales del año 2002, Ghilardi fue presentado por el Partido Aprista Peruano como su candidato al Gobierno Regional de Áncash para los comicios. Ghilardi compitió contra el candidato Pedro Carranza López de Perú Posible. Finalmente, Freddy Ghilardi fue elegido victoriosamente con el primer presidente regional del departamento de Áncash en la historia del Perú.
Tomó posesión del cargo el 1 de enero del 2003 para el periodo gubernamental 2003-2006. Sin embargo, Ghilardi luego fue vacado de la presidencia del Gobierno Regional de Áncash el 23 de noviembre de ese año por el Consejo Regional de Áncash tras los malos manejos del recurso monetario, en donde se descubrió que utilizó dinero del Gobierno Regional de Áncash en bufés, vinos, whiskys y su estadía en un lujoso hotel limeño. Tras su vacancia, en el cargo lo sucedió su vicepresidente, Ricardo Narváez.
En 2008, reapareció como asesor en la Corporación Peruana de Aeropuertos y Aviación Comercial nombrado por Luis Alva Castro cuando ejercía el Ministerio del Interior.
En las elecciones generales del 2016, Ghilardi volvió a postular nuevamente al Congreso de la República dentro de la lista electoral de Áncash por la Alianza Popular, sin embargo, no resultó elegido.